# БАТЕ (футбольний клуб)
Команда Борисовського заводу автотракторного електрообладнання (БАТЕ) — білоруський професіональний футбольний клуб з Борисова Мінської області. Заснований в 1996 році. З 1998 року беззмінно виступає у вищій лізі чемпіонату Білорусі. Основні кольори клубу жовто-сині.
Багаторазовий чемпіон Білорусі, володар кубка Білорусі. У 2008 році БАТЕ став першим білоруським клубом, що пройшов до групового турніру Ліги чемпіонів УЄФА.

## Історія

### Передісторія
Перша згадка про «ножний м'яч» у Борисові датується 1913 роком. Тоді директор борисовської гімназії П. І. Іванов організував гурток «Шкільний спорт» і на околиці Борисова за допомогою учнів обладнав футбольне поле, тенісний корт та майданчик для гри в крокет. Ще через рік в Борисові вже були чотири футбольних команди: «Міська», «Гімназійна», «Перша Новоборисовська» і «Друга Новоборисовська». Двічі в році в місті розігрувався «Срібний Кубок» з футболу, заснований «Шкільним спортом». У 1922 році відбулася неофіційна першість республіки, в якій брали участь лише чотири команди — Мінська, Бобруйська, Борисова і Ігумена (нині Червень). Переможцями стали столичні футболісти.
Після цього футбол у місті продовжував розвиватись. На першості БРСР борисовчани грали під вивісками збірної Борисова, «Торпедо», «Будівельника». Остання команда в шістдесятих роках 20 століття перебувала на провідних ролях в першості республіки. У 1968 році «Будівельник» вважався одним з кандидатів на перемогу в змаганні, але після першого кола через проблеми з фінансуванням команда змушена була знятися зі змагань. Наступні чотири роки Борисов взагалі не був представлений в першості БРСР.

### Радянський період (1973—1984)
Лише у 1973 році борисовчани знову отримали місцеву команду, коли команда під назвою БАТЕ, що представляла Борисовський завод автотракторного електрообладнання, дебютувала в чемпіонаті республіки серед трудових колективів. Нову команду взяв під свою опіку директор заводу БАТЕ Микола Бусел. Вона була включена в східну зону другої групи (Д2). Вже перший сезон склався для БАТЕ вдало, у 22 зустрічах програвши лише одного разу. За його підсумками команда здобула право наступного року виступати в чемпіонаті республіки.
У 1974 році БАТЕ домігся першого успіху — став чемпіоном БРСР, вигравши за сезон 15 матчів з 18 проведених. Спочатку БАТЕ виграв свою другу зону, в якій крім борисовчан виступали ще дев'ять команд (БАТЕ не програв жодного матчу) і вийшов у фінальний раунд. Там БАТЕ протистояли переможці двох інших зон — мінські «Мотор» і СКА. У протиборстві зі столичними колективами команда тренера Льва Мазуркевича набрала п'ять очок («Мотор» — чотири, СКА — три) і завоювали чемпіонський титул.
У 1975 році повторити успіх не вдалося, оскільки спорткомітет СРСР скасував турнір дублерів команд першої ліги, в якій тоді виступало мінське «Динамо». Резервісти головної команди республіки були включені в другу зону першості БРСР, де виступав БАТЕ. Справитися з «біло-блакитними» борисовчанам не вдалося. Попереду в групі фінішував і мінський СКІФ, який з наступного року став іменуватися «Буревісником». І хоча у фінальний раунд команда пробилася, там вище п'ятого місця БАТЕ не піднявся.
У сезоні 1976 року борисовчани повернули собі звання найсильнішої команди республіки. Причому дружині Лева Мазуркевича вдався золотий дубль: капітан БАТЕ Ігор Зайцев підняв над головою ще і Кубок БРСР. Перемігши оршанський «Старт» і волковиський «Труд», у вирішальному матчі БАТЕ обіграв мінський «Буревісник» (2:0).
Сезон 1977 року ознаменував відступ на четверту позицію. Причому в цьому розіграші першості БРСР в одній зоні з БАТЕ знову грали резервісти мінського «Динамо». Протистояти цій команді білоруси не змогли: лише четверте місце у фінальному раунді. У сезоні 1978 року БАТЕ виступив краще: перше місце в зональному турнірі і друге у впертій боротьбі з бобруйським «Шинником» — у фінальному раунді.
Втретє золото дісталося борисовчанам в першості 1979 року. Тоді БАТЕ в зональному турнірі поступився лише очком могилівському «Темпу», зате у фінальному раунді заводчани стали переможцями. Головного конкурента — мінський «Буревісник» — дружина Лева Мазуркевича випередила на чотири очки.
Наступний сезон 1980 року ознаменував відкат на четверте місце у фінальному раунді після впевненого виступу в зональному турнірі (БАТЕ поділив перше місце з мінським «Педінститутом»).
У 1981 році борисовчани у зональному турнірі знову поділили першість — на цей раз з бобруйским «Шинником». Однак фінальний раунд приніс розчарування — знову четверті. Фактично той сезон став останнім для БАТЕ в чемпіонатах БРСР. Команда, яка тричі ставала чемпіоном БРСР (1974, 1976, 1979) і вигравала кубок БРСР (1976) була розформована.
Спроба в 1984 році знову повернути заводську команду на футбольну карту республіки провалилася. БАТЕ вперше за всю історію участі в чемпіонатах БРСР не пробився у фінальний турнір. Причому зайняв в зональних змаганнях лише 11-те місце з 12. Після цього у тому ж 1984 році команда остаточно була розформована.

### Відродження (1996—2007)
У 1996 році ініціативна група вирішила відродити клуб. Датою відновлення вважається 12 квітня 1996 року. Президентом футбольного клубу БАТЕ був обраний Анатолій Капський, головним тренером став Юрій Пунтус. У рік свого відродження БАТЕ виступав в Другій лізі (Д3) чемпіонату Білорусі і зайняв в ній перше місце, вигравши в 24 матчах з 27. Нападник Микола Риндюк забив 28 м'ячів і став найкращим бомбардиром турніру. На наступний рік, виступаючи в Першій лізі, БАТЕ посів друге місце і отримав право виступати в елітному дивізіоні — вищій лізі чемпіонату Білорусі, де 1998 році відразу завоював срібні медалі.

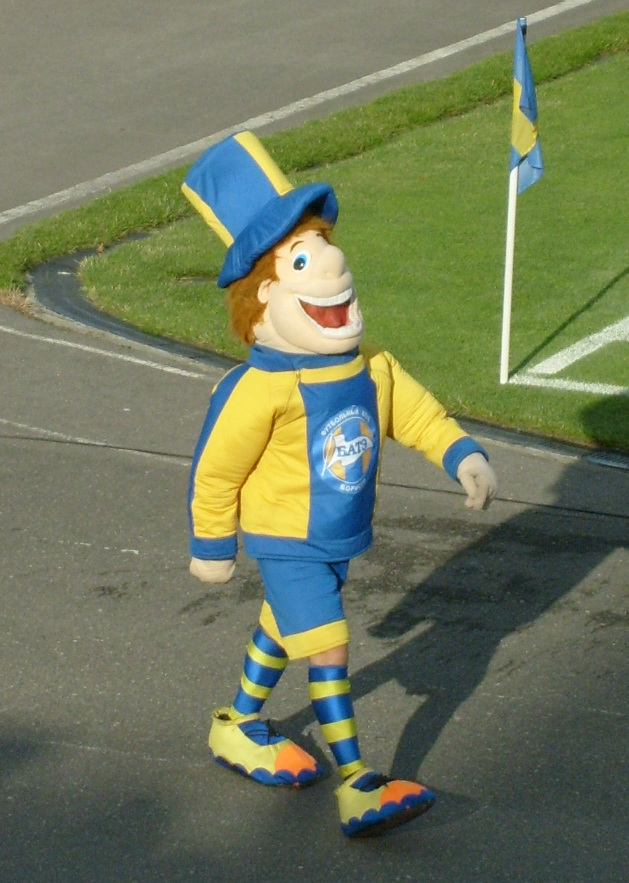
Талісман БАТЕ «Батоша»

У сезоні 1999 року БАТЕ захопив лідерство з перших турів і, так і не віддавши його нікому, вперше в своїй історії став чемпіоном Білорусі. 1999 рік також став для клубу дебютним у єврокубках. За БАТЕ тоді виступали майбутні лідери збірної Білорусі Олександр Глєб, Віталій Кутузов, а також майбутній головний тренер Віктор Гончаренко.
2000 рік знову став для БАТЕ «срібним», а чемпіонат 2001 року приніс клубу бронзові нагороди.
Сезон 2002 року став для БАТЕ неоднозначним. Білоруси вперше пробилися у фінал Кубка Білорусі, але з рахунком 0:2 поступилися «Гомелю». Вдало склався сезон на європейській арені. Виступаючи в Кубку Інтертото, БАТЕ здобув переконливу перемогу над представником німецької Бундесліги, клубом «Мюнхен-1860», а потім практично на рівних зіграли з італійською «Болоньєю». На фініші чемпіонату БАТЕ в запеклій боротьбі досяг лідера чемпіонату «Німан» і в «золотому» матчі чемпіонату, завдяки голу Валерія Тарасенко в додатковий час, здобув перемогу з рахунком 1:0.
У чемпіонаті 2003 року БАТЕ, незважаючи на впевнену гру, до кінця сезону залишився на п'ятому місці. В останньому турі чемпіонату йому довелося зустрічатися на виїзді з мінським «Динамо». Ця зустріч повинна була дати відповідь на питання, на якому місці опиниться БАТЕ: на другому або п'ятому. Але матч завершився впевненою перемогою БАТЕ 4:0, і команда знову виборола срібні медалі.
У 2004 році БАТЕ, невдало виступив у Кубку УЄФА, в кінцівці чемпіонату знову претендував на найвищі місця за тур до фінішу, відстаючи від «Динамо» з Мінська на два очки. І знову остання зустріч чемпіонату чекала з лідером на виїзді. Однак на цей раз минулорічному тріумфу не судилося повторитися. Поступившись 0:2, клуб зайняв друге місце.
Сезон 2005 року став найважчим в історії БАТЕ. По-перше, в кінці попереднього сезону команду залишив її беззмінний тренер Юрій Пунтус, якого на тренерському містку БАТЕ змінив Ігор Криушенко. По-друге, в новий клуб Пунтуса МТЗ-РІПО перейшли ряд молодих гравців, на яких у цьому сезоні покладалися великі надії. Саме цьому клубу БАТЕ поступився у фіналі Кубка, а за підсумками чемпіонату опинився на п'ятому місці, вперше в новітній історії залишившись без медалей.
У 2006 році відзначався десятирічний ювілей відтворення клубу. І БАТЕ гідно відзначив цю дату. Білоруси вперше стали володарями Кубка Білорусі, у фіналі в додатковий час з рахунком 3:1 перемігши солігорський «Шахтар». У чемпіонаті БАТЕ також фінішував першим, таким чином, зробивши своєрідний дубль. Але на європейській арені клуб виступив невдало, поступившись у другому кваліфікаційному раунді Кубка УЄФА казанському «Рубіну» в обох зустрічах із загальним рахунком 0:5.
2007 рік став особливим як в історії БАТЕ, так і всього білоруського футболу. У цьому сезоні БАТЕ домігся небаченого раніше білоруськими клубами успіху — вийшов до третього кваліфікаційного раунду Ліги чемпіонів, виявивши при цьому величезну волю до перемоги. Так, в першому кваліфікаційному раунді БАТЕ програв в гостях кіпрському клубу «АПОЕЛу» 0:2, проте в домашньому матчі зумів схилити шальки терезів протистояння на свою користь, обігравши суперника з рахунком 3: 0. У другому матчі був впевнено переграний ісландський «Гапнарфйордур» — 3:1 на виїзді, 1:1 у домашньому матчі. У третьому раунді суперником БАТЕ був румунський клуб «Стяуа». Перший матч в Борисові завершився з рахунком 2:2, у другому матчі сильнішими були румуни — 2:0. Вибувши з розіграшу Ліги чемпіонів, БАТЕ у першому раунді Кубка УЄФА зустрічався з іспанським «Вільярреалом» — найбільш рейтинговим клубом розіграшу — і зазнав дві поразки: 1:4 на виїзді і 0:2 на мінському стадіоні «Динамо». У чемпіонаті Білорусі БАТЕ достроково, за чотири тури до фінішу, завоював чемпіонський титул. У розіграші Кубка Білорусі БАТЕ знову дійшов до фіналу, де в серії післяматчевих пенальті поступився брестському «Динамо».

### Епоха Віктора Гончаренко (2008—2013)

#### 2008

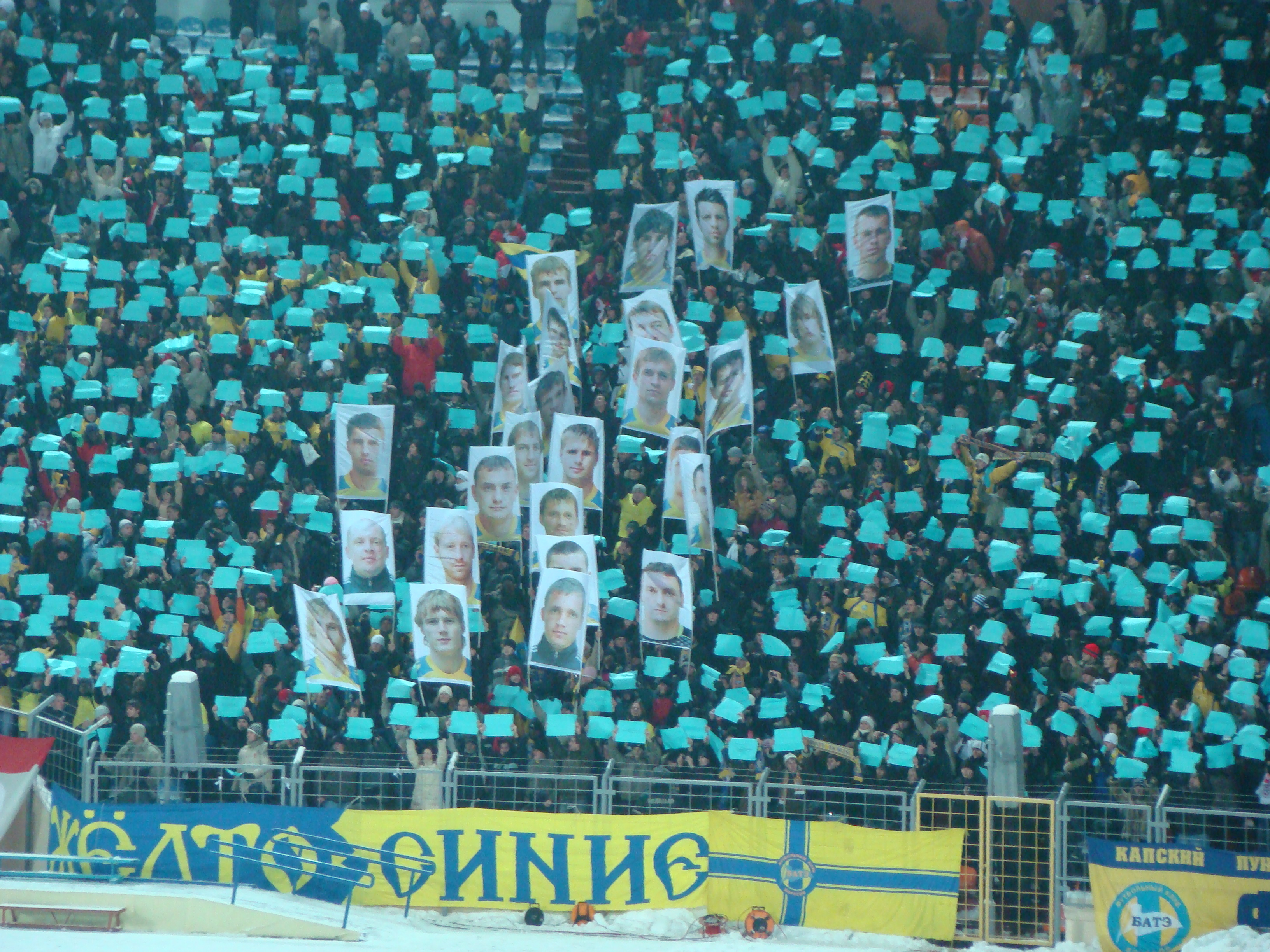
Фан-сектор БАТЕ на матчі з мадридським «Реалом» у Мінську, 2008 рік.

2008 рік став особливим в історії БАТЕ, так і всього білоруського футболу. В кінці року Ігор Криушенко несподівано став головним тренером головного суперника борисовчан мінське «Динамо». Його місце зайняв тренер дублюючої команду БАТЕ Віктор Гончаренко, який виступав за головну команду з 1998 по 2002 рік на позиції захисника. Зміцнивши воротарську позицію Сергієм Веремко, БАТЕ подолав усі кваліфікаційні раунди Ліги чемпіонів та став першим білоруським клубом, що зумів пробитися в груповий етап змагання. У першому кваліфікаційному раунді був обіграний ісландський «Валюр» з загальним рахунком 3:0 (2:0 вдома і 1:0 в гостях). У другому кваліфікаційному раунді БАТЕ сенсаційно здолав бельгійський «Андерлехт»: 2:1 в гостях і 2:2 в домашній зустрічі. У третьому кваліфікаційному раунді суперником БАТЕ був болгарський «Левскі». Матч у Софії закінчився з рахунком 1:0 на користь БАТЕ, а у повторній грі в Борисові команда забезпечила необхідну нічию 1:1.
У груповій стадії БАТЕ потрапив у групу Н разом із «Реалом», «Ювентусом» і «Зенітом». У першій грі на виїзді БАТЕ поступився «Реалу» з рахунком 0:2. У другій грі з «Ювентусом» зіграв внічию 2:2. У третій грі на виїзді зіграв внічию 1:1 з «Зенітом», а в четвертій програв йому в Мінську з рахунком 0:2. В останній грі БАТЕ зіграв з «Ювентусом» внічию з рахунком 0:0. У підсумку, набравши 3 очки у 6 іграх, клуб зайняв останнє місце в групі і закінчив свій виступ у єврокубках.

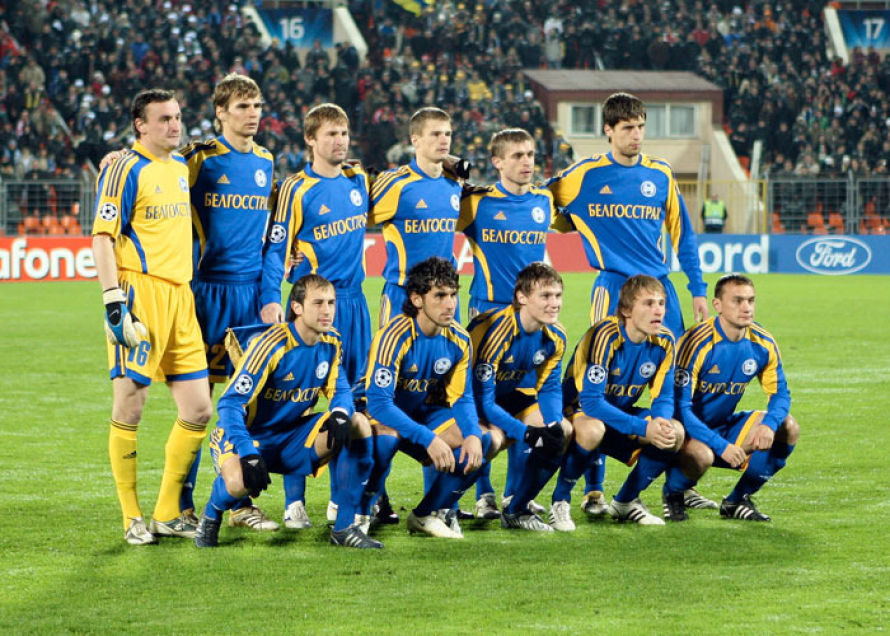
БАТЕ в Лізі чемпіонів 2008/09

31 жовтня 2008 року БАТЕ став п'ятиразовим чемпіоном Білорусі. У цей день був зіграний перенесений матч 17-го туру, в якому клуб обіграв жодинське «Торпедо» з рахунком 2:1 і за два тури до фінішу стали недосяжними для переслідувачів.

#### 2009
У 2009 році борисовчанам не вдалося в Європі повторити успіх попереднього року. У Лізі чемпіонів БАТЕ дійшов до третього раунду (у другому перегравши 2 рази з рахунком 2:0 македонський клуб «Македонія Гьорче Петров», де поступився за сумою двох матчів латвійському «Вентспілсу» (2:1 і 0:1). Після цього команда потрапила в плей-оф Ліги Європи, де зустрілася з болгарським «Літексом». У першому матчі на своєму стадіоні білоруси програли 0:1. Проте в матчі у відповідь білоруси зуміли в основний час відіграти цей дефіцит, а в додатковий — більш ніж впевнено розвинути цей успіх, у підсумку — перемога 4:0 і путівка в груповий етап Ліги Європи УЄФА. Розіграш в груповому етапі БАТЕ почав з двох поразок: від «Бенфіки» — 0:2 та «Евертона» — 1:2 (гол на рахунку Дмитра Ліхтаровича). У наступному матчі була здобута вольова перемога над грецьким «АЕКом» 2:1 (Павлов, Алумона). У Греції суперники розійшлися миром — 2:2 (Родіонов, Володько), а після домашньої поразки від «Бенфіки» 1:2 (Сосновський) білоруси втратили шанси на продовження боротьби в Лізі Європи. У заключному матчі групового турніру бате на виїзді обіграли «Евертон» з рахунком 1:0 (Юревич) і з 7 очками посіли 3 місце.
5 жовтня 2009 року, здобувши перемогу над новополоцьким «Нафтаном» на полі борисовського міського стадіону, БАТЕ в четвертий раз поспіль і шостий раз в новітній історії став чемпіоном Білорусі. Ще в першому таймі у ворота гостей було забито чотири м'ячі.

#### 2010
Сезон 2010 року стартував для БАТЕ 8 березня, коли в матчі з володарем Кубка Білорусі 2008/09 новополоцьким «Нафтаном» був розіграний перший в історії Суперкубок Білорусі. Перемігши в серії післяматчевих пенальті, білоруси стали першими володарями трофею.
23 травня 2010 року в фінальному матчі Кубка Білорусі на мінському стадіоні «Динамо», БАТЕ з рахунком 5:0 розгромив жодінське «Торпедо» і вдруге у своїй історії став володарем Кубка.
26 серпня 2010 року завоював право грати в груповому етапі Ліги Європи. Попередньо був обіграний ісландський «Гапнарфйордур» (5:1 вдома, 1:0 в гостях), потім поразка за сумою двох матчів від данського «Копенгагена» (0:0 вдома і 2:3 в гостях) в Лізі чемпіонів. Потім у кваліфікації Ліги Європи був двічі обіграний португальський «Марітіму» (3:0 вдома і 2:1 в гостях). За результатами жеребкування суперниками БАТЕ стали нідерландське АЗ (перемога 4:1 вдома, поразка 0:3 в гостях), київське «Динамо» (2:2 в гостях, поразка 1:4 вдома) і «Шериф» (перемога 1:0 в гостях; перемога 3:1 вдома). За підсумками групового турніру білоруси вперше вийшли в 1/16 фіналу європейського кубка, де за сумою двох зустрічей поступилися французькому ПСЖ (2:2 вдома і 0:0 на виїзді).
13 листопада 2010, обігравши в гостьовому матчі клуб «Белшина» (Бобруйськ), БАТЕ достроково став чемпіоном Білорусі сезону 2010 року.

#### 2011

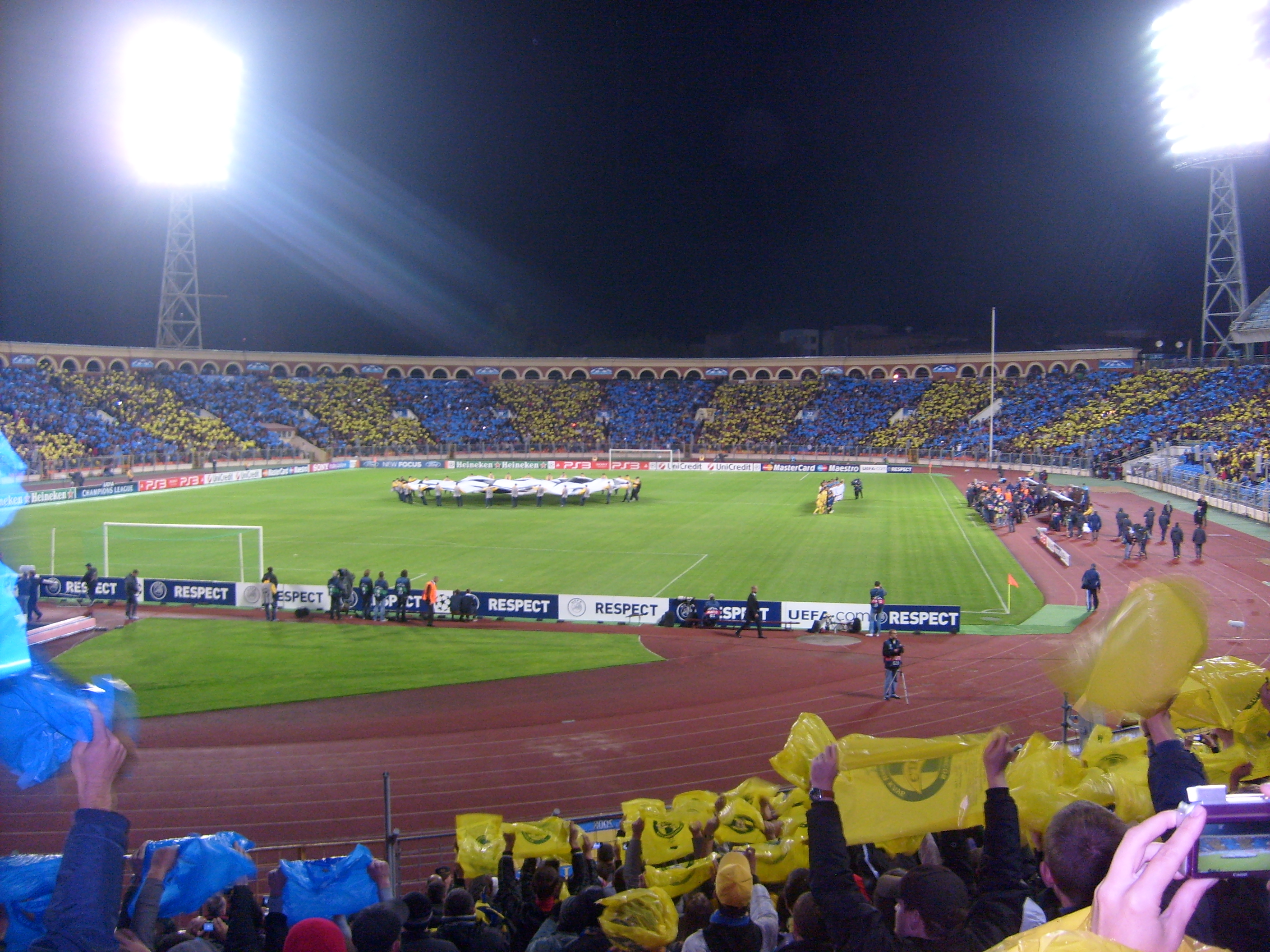
Матч БАТЕ проти «Барселони» на мінському стадіоні «Динамо», 2011 рік.

2 серпня 2011 року клуб отримав право грати в раунді плей-оф чемпіонської кваліфікації Ліги чемпіонів, обігравши у другому кваліфікаційному раунді «Лінфілд» (1:1 в гостях, 2:0 вдома), а в третьому — «Екранас» (0:0 в гостях і 3:1 вдома). 24 серпня БАТЕ обіграв австрійський «Штурм» (в гостях 0:2 і 1:1 вдома) і вдруге у своїй історії вийшов у груповий етап Ліги чемпіонів, отримавши при цьому місце в третьому кошику. За результатами жеребкування БАТЕ вирушив у групу Н разом із «Барселоною», «Міланом» та «Вікторією». Турнір команда почала виїзною нічиєю з «Вікторією» (1:1). Перший домашній матч з «Барселоною» БАТЕ програв з розгромним рахунком 0:5. Потім послідували ще 2 поразки і одна нічия (з «Міланом» вдома). Останній, шостий матч, був важливий: в ньому вирішувалася подальша участь в Лізі Європи. БАТЕ програв матч «Вікторії» (0:1) і, посівши останнє місце в групі, закінчив участь в Лізі Чемпіонів.
В цьому ж році клуб в шостий раз поспіль став чемпіоном Білорусі.

#### 2012
Сезон 2012 року команда почала з поразки в матчі за Суперкубок Білорусі від «Гомеля» (0:2). У чемпіонаті країни БАТЕ також почав з поразки, проте потім здобув 11 перемог поспіль. До того ж, в олімпійську збірну були викликані Олександр Гутор, Денис Поляков, Дмитро Бага та Ренан Брессан, що послабило БАТЕ. Однак, клуб підсилився Олександром Глєбом і Романом Василюком.
На старті Ліги чемпіонів 2012/13 борисовчани у другому кваліфікаційному раунді обіграли «Вардар» зі Скоп'є (3:2 вдома, 0:0 в гостях), а в третьому раунді — «Дебрецен» (1:1 вдома, 2:0 в гостях). 28 серпня 2012 року, БАТЕ за сумою двох матчів обійшов ізраїльський «Хапоель Іроні» (2:0 вдома, 1:1 у гостях) і в третій раз у своїй історії вийшов у груповий етап Ліги Чемпіонів. Почали його підопічні Віктора Гончаренка вдало. 19 вересня 2012 року в першому турі борисовський клуб здобув першу у своїй історії перемогу на груповому етапі Ліги чемпіонів, обігравши на виїзді бронзового призера чемпіонату Франції «Лілль» з рахунком 3:1. Потім була ще більш гучна сенсація. У другому турі БАТЕ обіграв одного з грандів світового футболу мюнхенську «Баварію» — також 3:1. Однак далі послідували дві поразки від іспанської «Валенсії» (0:3 вдома, 2:4 в гостях). Тим часом у жовтні борисовчани вибули з кубка країни на стадії 1/8 фіналу, програвши «Торпедо-БелАЗу» 0:1. Але 11 листопада 2012 року БАТЕ підтвердив звання найкращої команди Білорусі, розгромивши на рідному стадіоні в рамках 31-го туру чемпіонату «Мінськ» з рахунком 5:1 і в дев'ятий раз став чемпіоном Білорусі, причому сьомий раз поспіль.
Виступ у Лізі чемпіонів БАТЕ закінчив двома поразками: від «Лілля» та «Баварії». За підсумками групового турніру команда забезпечила вихід в 1/16 фіналу Ліги Європи.

#### 2013
В початку 2013 БАТЕ грав в матчах 1/16 Ліги Європи проти турецького «Фенербахче». У зв'язку з реконструкцією мінського стадіону «Динамо», де БАТЕ зазвичай проводив міжнародні зустрічі, клуб був змушений шукати інший майданчик. У підсумку матч пройшов в Гродно. Незважаючи на те, що «Фенербахче» майже весь матч було в меншості, матч закінчився внічию 0:0. У матчі-відповіді БАТЕ пропустив з пенальті (0: 1) і закінчив виступ в турнірі.
У чемпіонаті 2013 БАТЕ стартував не надто впевнено, в результаті чого лідерство в таблиці перехопив Солігорськ «Шахтар». Влітку борисовчани налагодили гру, і почали наздоганяти солігорський клуб.
У Лізі чемпіонів борисовчани в першому ж для себе раунді поступилися за сумою двох матчів у Лізі чемпіонів казахстанському «Шахтарю» і відразу вибули з розіграшу єврокубків.
21 вересня 2013 БАТЕ в гостях переграв солігорський «Шахтар» (3:0) і вперше в сезоні вийшов на перше місце турнірної таблиці. Завдяки черзі невдач конкурентів БАТЕ швидко закріпився на першій сходинці.
13 жовтня 2013 року з посади головного тренера за згодою сторін пішов Віктор Гончаренко, перебравшись в команду Російської Прем'єр-Ліги Кубань. До кінця сезону залишалося 6 ігор. На його місце був призначений вихованець білоруського клубу Олександр Єрмакович.
9 листопада 2013, здобувши перемогу в 30-му турі над клубом «Торпедо-БелАЗ», БАТЕ став десятиразовим чемпіоном Білорусі.

### Наш час (2014—до сьогодні)

#### 2014
У сезоні 2014 року БАТЕ був змушений тривалий час боротися за лідерство в чемпіонаті з мінським «Динамо». В результаті, борисовчанам після перемоги над мінчанами в матчі 29 туру (1 листопада) вдалося відірватися і після наступного туру достроково взяти чергове золото. При цьому, БАТЕ поставив рекорд: команда не програвала протягом 31 матчу чемпіонату (колишній рекорд — 29 матчів — належав вітебській «Двіні» в сезоні 1994/95).
У Лізі чемпіонів БАТЕ вдалося в чергове, вже вчетверте, пробитися в груповий етап: хоч і з проблемами, але були пройдені албанський «Скендербеу», угорський «Дебрецен» і словацький «Слован». Але в груповому етапі борисовчани зазнали по дві розгромних поразки від «Порту» (0:3 вдома і 0:6 на виїзді) і донецького «Шахтаря» (0:7 вдома і 0:5 на виїзді). Одна перемога над «Атлетіко» з Більбао не дозволила борисовчанам піднятися вище останнього місця в групі. При цьому за кількістю пропущених в груповому етапі голів за сезон (24) БАТЕ поставив новий антирекорд в історії Ліги чемпіонів.

#### 2015
У сезоні 2015 року БАТЕ зумів втретє стати володарем Кубка Білорусі, в фіналі перегравши «Шахтар» з рахунком 4:1. У чемпіонаті клуб також не мав проблем, майже з початку сезону значно відірвавшись від конкурентів і за чотири тури до фінішу гарантувавши чергове чемпіонство. Борисовська серія без поразок в чемпіонаті, яка була розпочата в попередньому сезоні, було припинено тільки в 15-му турі мінським «Динамо» (0: 1) і склала 45 матчів.
У Лізі чемпіонів БАТЕ знову вийшов груповий етап, по черзі здолавши ірландський «Дандолк» (2:1, 0:0), угорський «Відеотон» (1:0, 1:1) і сербський «Партизан» (1:0, 1:2). Суперниками на груповому етапі стали «Барселона», «Рома» та «Баєр 04», серед яких БАТЕ вважався явним аутсайдером. Однак у другому турі групового етапу борисовчани несподівано завдали вдома поразки «Ромі» (3:2), а згодом зіграли внічию з «Баєром» (1:1) і знову з «Ромою» (0:0). Незважаючи на набрані 5 очок, БАТЕ став останнім в групі і покинув єврокубки.

#### 2016
Сезон 2016 року виявився для БАТЕ невдалим. Команда вдруге поспіль дійшла до фіналу Кубка Білорусі, але не змогла зберегти титул, поступившись в серії пенальті клубу «Торпедо-БелАЗ» . У Лізі чемпіонів БАТЕ пройшов у другому кваліфікаційному раунді фінський СІК, але в третьому поступився ірландському «Дандолку» (1:0, 0:3) і вибув в Лігу Європи, де також не вийшов в груповий етап, програвши в плей-оф кваліфікації за сумою двох зустрічей «Астані» з Казахстану (0:2, 2:2). В результаті БАТЕ вдруге з 2008 року залишився без єврокубків восени.
Єдиним відносним успіхом став впевнений виступ у чемпіонаті, де БАТЕ відразу захопив лідерство, а основні конкуренти — мінське «Динамо» і солігорський «Шахтар» — на початку турніру втратили багато очок. 14 жовтня 2016 року в матчі 25-го туру БАТЕ переміг мікашевічський «Граніт» в Лунінці (батьківщині головного тренера борисовчан Олександра Ермаковича) з рахунком 1:0 і дочасно став чемпіоном.

#### 2017
На початку 2017 року БАТЕ зіграв у матчі на Суперкубок Білорусі, в якому здолав «Торпедо-БелАЗ» (3:1) і вп'яте поспіль став володарем цього трофею. Проте вже в наступному місяці клуб поступився у півфіналі національного кубка клубу «Динамо-Берестя» і знову не зумів виграти другий за престижністю трофей у країні.
У Лізі чемпіонів білоруський клуб у другому раунді успішно пройшов вірменський «Алашкерт» (1:1, 3:1), але в третьому поступився чеській «Славії» (2:1, 0:1). Після цього клуб вилетів до плей-оф кваліфікації Ліги Європи, де потрапив на українську «Олександрію».
Чемпіонат країни 2017 БАТЕ виграв.

#### 2018
В 2018 БАТЕ знову перемогли у чемпіонаті країни.

#### 2019
В 2019  БАТЕ стає срібним призером.

#### 2020
Команда вчетверте завойовує національний кубок і посідає друге місце в чемпіонаті.

#### 2021
БАТЕ вп'яте виграє національний кубок. У Вищій лізі команда посідає друге місце.

#### 2022
Здобуває Суперкубок країни. У чемпіонаті команда посіла третє місце.

## Досягнення
- Чемпіон Білорусі (15): 1999, 2002, 2006, 2007, 2008, 2009, 2010, 2011, 2012, 2013, 2014, 2015, 2016, 2017, 2018
- Володар кубка Білорусі (5): 2006, 2010, 2015, 2020, 2021
- Володар Суперкубка Білорусі (8): 2010, 2011, 2013, 2014, 2015, 2016, 2017, 2022
- Чемпіон БРСР: 1974, 1976, 1979
- Володар кубка БРСР: 1976

## Склад команди
Станом на березень 2021
| №  | Поз. | Нац.       | Гравець               |
| -- | ---- | ---------- | --------------------- |
| 4  | ЗХ   | Сербія     | Александар Филипович  |
| 5  | ПЗ   | Білорусь   | Євген Яблонський      |
| 6  | ПЗ   | Білорусь   | Сергій Волков         |
| 8  | ПЗ   | Білорусь   | Станіслав Драгун      |
| 10 | ПЗ   | Узбекистан | Шохбоз Умаров         |
| 11 | НП   | Білорусь   | Антон Сарока          |
| 13 | НП   | Білорусь   | Микола Сигневич       |
| 14 | ЗХ   | Чорногорія | Борис Копитович       |
| 15 | НП   | Білорусь   | Максим Скавиш         |
| 16 | ВР   | Білорусь   | Андрій Кудрявець      |
| 17 | ПЗ   | Білорусь   | Данило Нечаєв         |
| 18 | ПЗ   | Ісландія   | Віллум Тор Віллюмссон |
| 19 | ПЗ   | Білорусь   | Дмитро Безсмертний    |
| 22 | ЗХ   | Білорусь   | Олексій Носко         |

| №  | Поз. | Нац.     | Гравець             |
| -- | ---- | -------- | ------------------- |
| 23 | ЗХ   | Білорусь | Захар Волков        |
| 25 | ПЗ   | Росія    | Павло Карасьов      |
| 26 | НП   | Сербія   | Неманья Мілич       |
| 27 | ЗХ   | Білорусь | Павло Рибак         |
| 32 | ЗХ   | Хорватія | Яків Філіпович      |
| 33 | ПЗ   | Білорусь | Павло Нехайчик      |
| 35 | ВР   | Білорусь | Антон Чичкан        |
| 44 | ЗХ   | Білорусь | Владислав Малькевич |
| 48 | ВР   | Білорусь | Денис Щербицький    |
| 55 | ЗХ   | Білорусь | Семен Лазарчик      |
| 74 | ЗХ   | Білорусь | Микита Супранович   |
| 92 | ЗХ   | Білорусь | Максим Володько     |
|    | НП   | Білорусь | Ілля Василевич      |

## Стадіон

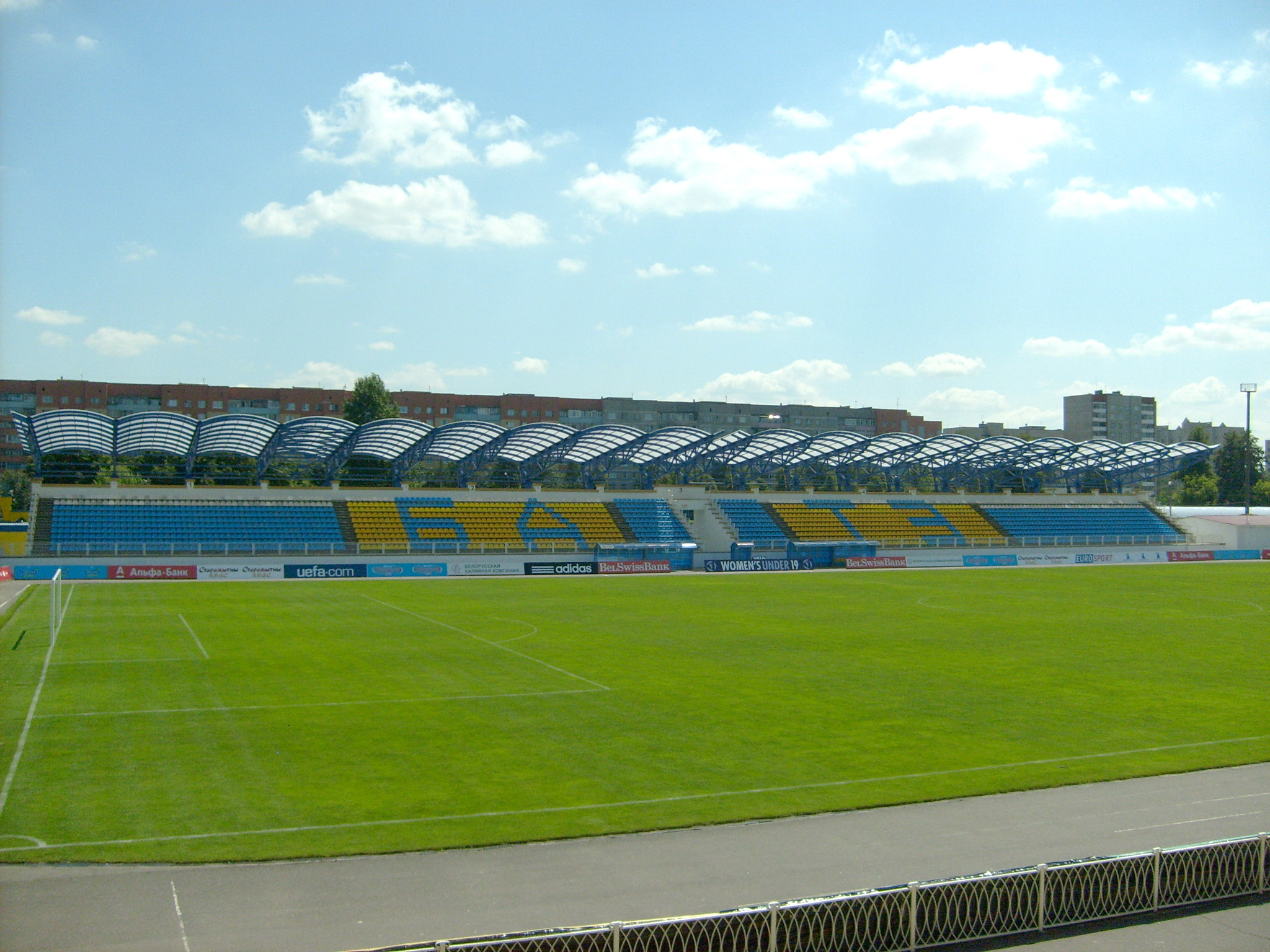
Міський стадіон після реконструкції.

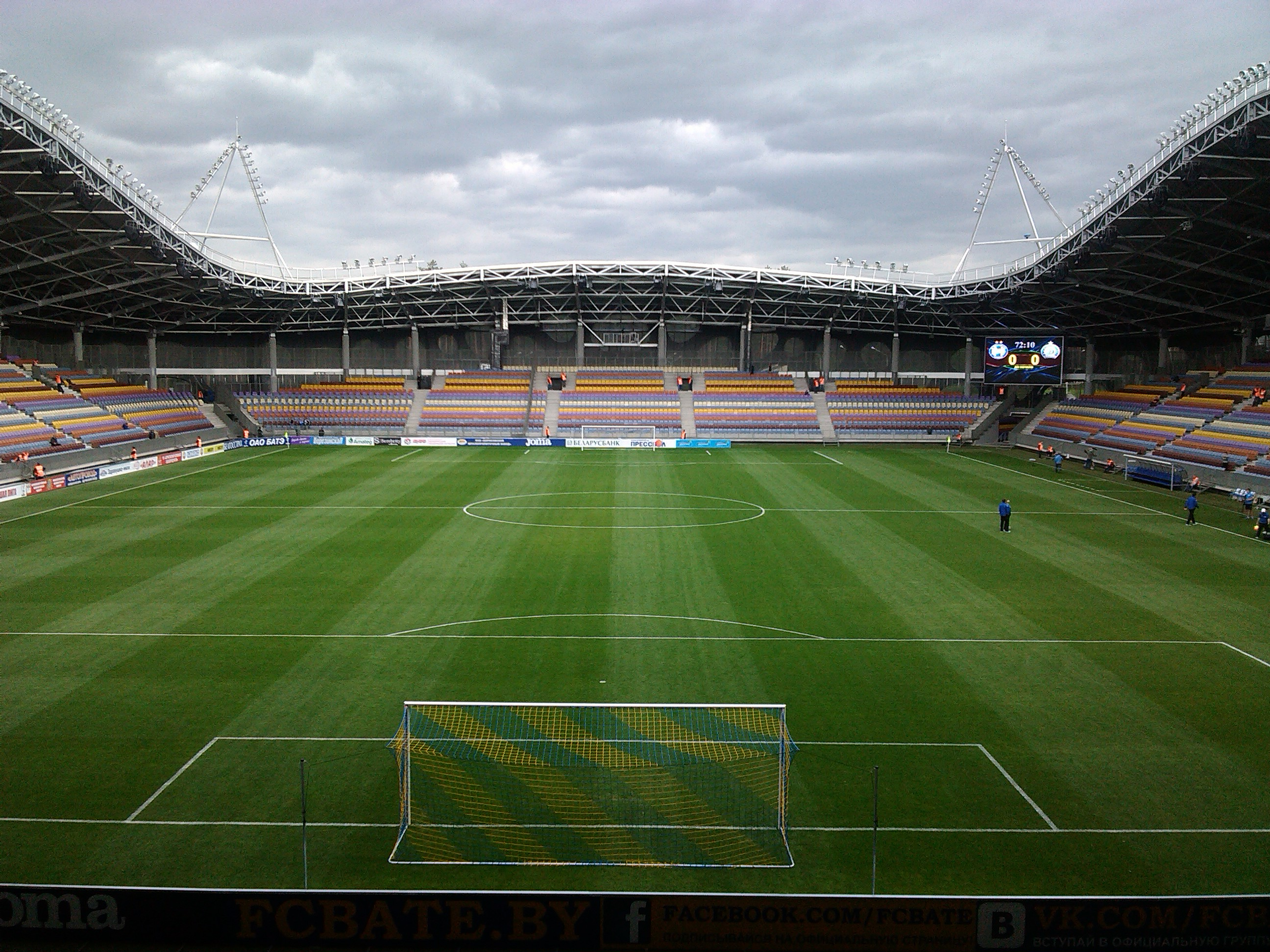
Трибуни Борисов-Арени.

З моменту заснування команда проводила свої домашні матчі на Міському стадіоні Борисова, побудованому в 1963 році. Стадіон має дві трибуни загальною місткістю 5402 місця. У 2008 році над східною трибуною був зведений козирок. Встановлені щогли штучного освітлення, є електронне табло. Стадіон допущений до проведення міжнародних змагань. Однак матчі стадії плей-оф і групових етапів єврокубків, за вимогами УЄФА, клуб був змушений проводити на мінському стадіоні «Динамо», а також зіграв одну гру єврокубків 2013 року у Гродно на стадіоні «Німан», коли мінська арена була на реконструкції.
Будівництво нового стадіону «Борисов-Арена» почалося 12 листопада 2010 року. Він розташований на околиці міста, в лісовому масиві поруч із автодорогою Р53 на Мінськ, на відстані 60 кілометрів від аеропорту. Авторство проекту належить словенської кампанії «Ofis arhitekti». Місткість стадіону — 13 126 місць, приблизна вартість — 48 млн євро. 3 травня 2014 року стадіон в Борисові був відкритий. фінальним матчем Кубка Білорусі між солігорським «Шахтарем» і гродненським «Німаном».
8 травня 2014 року БАТЕ реалізував 3046 абонементів на свої домашні матчі на цьому стадіоні. БАТЕ свій перший матч на «Борисов-Арені» зіграв 10 травня 2014 проти «Слуцька» (3:0) в рамках чемпіонату Білорусі..

## База
Навчально-тренувальна база БАТЕ розташована за містом, в селі Дудинка, на території оздоровчого комплексу ВАТ «БАТЕ». База включає два тренувальних поля з природним газоном розмірами 105х68 і 90×60 м, комплекс зі спортивним і тренажерним залами, басейном, медичний відновлювальний центр та житлово-адміністративний корпус.

## Статистика виступів

### Чемпіонат і Кубок Білорусі
| Сезон | Ліга | М | І   | В  | Н  | П | Голів | Очок | Кубок       | Примітки           |
| ----- | ---- | - | --- | -- | -- | - | ----- | ---- | ----------- | ------------------ |
| 1996  | Д3   | 1 | 28  | 25 | 2  | 1 | 79-10 | 77   |             | Вихід у Першу лігу |
| 1997  | Д2   | 2 | 30  | 25 | 3  | 2 | 92-15 | 78   | 1/16 фіналу | Вихід у Вищу лігу  |
| 1998  | Д1   | 2 | 28  | 18 | 4  | 6 | 50-25 | 58   | Чвертьфінал |                    |
| 1999  | Д1   | 1 | 30  | 24 | 5  | 1 | 80-22 | 77   | Півфінал    |                    |
| 2000  | Д1   | 2 | 30  | 20 | 4  | 6 | 68-26 | 64   | 1/8 фіналу  |                    |
| 2001  | Д1   | 3 | 26  | 16 | 3  | 7 | 54-31 | 51   | Чвертьфінал |                    |
| 2002  | Д1   | 1 | 271 | 19 | 2  | 6 | 51-20 | 59   | Фіналіст    |                    |
| 2003  | Д1   | 2 | 30  | 20 | 6  | 4 | 70-21 | 66   | Чвертьфінал |                    |
| 2004  | Д1   | 2 | 30  | 22 | 4  | 4 | 59-25 | 70   | Півфінал    |                    |
| 2005  | Д1   | 5 | 26  | 12 | 11 | 3 | 42-27 | 47   | Фіналіст    |                    |
| 2006  | Д1   | 1 | 26  | 16 | 6  | 4 | 47-27 | 54   | Переможець  |                    |
| 2007  | Д1   | 1 | 26  | 18 | 2  | 6 | 50-25 | 56   | Фіналіст    |                    |
| 2008  | Д1   | 1 | 30  | 19 | 10 | 1 | 54-20 | 67   | Півфінал    |                    |
| 2009  | Д1   | 1 | 26  | 19 | 5  | 2 | 55-16 | 62   | Півфінал    |                    |
| 2010  | Д1   | 1 | 33  | 21 | 9  | 3 | 64-18 | 72   | Переможець  |                    |
| 2011  | Д1   | 1 | 33  | 18 | 12 | 3 | 53-20 | 66   | 1/8 фіналу  |                    |
| 2012  | Д1   | 1 | 30  | 21 | 5  | 4 | 51-16 | 68   | 1/8 фіналу  |                    |
| 2013  | Д1   | 1 | 32  | 21 | 4  | 7 | 61-25 | 67   | 1/8 фіналу  |                    |
| 2014  | Д1   | 1 | 32  | 20 | 11 | 1 | 68-21 | 71   | Чвертьфінал |                    |
| 2015  | Д1   | 1 | 26  | 20 | 5  | 1 | 44-11 | 65   | Переможець  |                    |
| 2016  | Д1   | 1 | 30  | 22 | 4  | 4 | 73-25 | 70   | Фіналіст    |                    |
| 2017  | Д1   | 1 | 30  | 21 | 5  | 4 | 61-19 | 68   | Півфінал    |                    |
| 2018  | Д1   | 1 | 30  | 23 | 4  | 3 | 55-24 | 73   | Фіналіст    |                    |
| 2019  | Д1   | 2 | 30  | 22 | 4  | 4 | 61-21 | 70   | Чвертьфінал |                    |
| 2020  | Д1   | 2 | 30  | 17 | 7  | 6 | 65-32 | 58   | Переможець  |                    |
| 2021  | Д1   | 2 | 30  | 19 | 8  | 3 | 61-27 | 65   | Переможець  |                    |

- 1 З урахуванням додаткової гри (перемога 1:0) за перше місце проти гродненського «Німана». Власне в чемпіонаті БАТЕ мав 56 очок.

## Відомі гравці
Наступні гравці БАТЕ викликалися в національні збірні своїх країн. Жирним вказані гравці, які викликалися до збірної під час виступів за БАТЕ.
| - Завен Бадоян - Аганес Гоарян - Ілля Алексієвич - Едгар Олехнович - Дмитро Бага - Максим Бордачов - Геннадій Близнюк - Микола Бранфілов - Ренан Брессан - Віталій Булига - Євген Березкін - Олександр Володько - Максим Володько - Роман Василюк - Сергій Веремко - Андрій Горбунов - Михайло Гордійчук - Олександр Глєб - Олександр Гутор - Юрій Дорошкевич - Станіслав Драгун - Максим Жавнерчик | - Юрій Жевнов - Дмитро Комаровський - Артем Кінцевий - Юрій Кендиш - Сергій Кривець - Віталій Кутузов - Євген Лошанков - Дмитро Ліхтарович - Дмитро Мозолевський - Дмитро Молош - Павло Нехайчик - Денис Поляков - Олександр Павлов - Віталій Родіонов - Артем Радьков - Філіп Рудик - Олексій Ріос - Микола Риндюк - Сергій Сосновський - Михайло Сіваков - Микола Сигневич - Максим Скавиш | - Вадим Скрипченко - Ігор Стасевич - Олег Страханович - Валерій Стрипейкіс - Єгор Філіпенко - Василь Хомутовський - Сергій Черник - Олег Шкабара - Ігор Шитов - Олександр Юревич - Валеріане Гвілія - Каспарс Дубра - Александар Євтич - Матея Кежман - Неманья Милунович - Филип Младенович - Яссе Туомінен - Юриця Булят - Мирко Іванич - Неманья Ніколич - Марко Симич - Артур Пік |

## Головні тренери клубу
| Тренер              | Період      | Трофеї                                                              |
| ------------------- | ----------- | ------------------------------------------------------------------- |
| Лев Мазуркевич      | 1973 —1981  | Чемпіонат БРСР (3), Кубок БРСР (1)                                  |
| Юрій Пунтус         | 1996 —2004  | Чемпіонат Білорусі (2)                                              |
| Ігор Криушенко      | 2005 —2007  | Чемпіонат Білорусі (2), Кубок Білорусі (1)                          |
| Віктор Гончаренко   | 2008 —2013  | Чемпіонат Білорусі (6), Кубок Білорусі (1), Суперкубок Білорусі (3) |
| Олександр Єрмакович | 2013 — 2018 | Чемпіонат Білорусі (4), Кубок Білорусі (1), Суперкубок Білорусі (4) |

## Постачальники форми і титульні спонсори
| Період    | Постачальник форми | Титульний спонсор |
| 1996-1998 | Adidas             | Stalker           |
| 1999      | Beltona            | Stalker           |
| 2000-2001 | Diadora            | Журавинка         |
| 2002-2004 | Adidas             | Xerox             |
| 2005-2013 | Adidas             | Белгосстрах       |
| 2014-2016 | Joma               | Белгосстрах       |
| 2017      | Adidas             | Белгосстрах       |

## Логотип

1996—2002
2002—2009
2009—2013
2013—2017
2017-2020

БАТЕ був створений на початку 1996 року, буквально за пару тижнів до старту сезону, тому вся організаційна робота була спрямована в першу чергу на реєстрацію клубу і своєчасну заявку команди до другої ліги національної першості. Тому першою емблемою клубу ніхто професійно не займався. В результаті був затверджений на швидку руку розроблений логотип у вигляді ромба, зелене наповнення якого символізувало футбольне поле, а сам ромб — погляд на нього з боку. Головний недолік прийнятої емблеми — відсутність на ній клубних жовто-синіх тонів.
Навесні 2002 року почалася робота по клубному ребрендінгу. Одним з його напрямків стала зміна логотипу, приведення його у відповідність з духом часу. Цим питанням безпосередньо займався тогочасний віце-президента клубу Геннадій Якубовський. Перш за все необхідно було уникнути колишніх недоліків і залучити клубні кольори. Звідси — жовто-синій колір емблеми. Важливо було відобразити в логотипі прагнення перемагати і бути першим. В результаті з'явився такий елемент, як прапор. Ідея використання прапора була запозичена у голландського ПСВ. З безлічі запропонованих варіантів було вирішено зупинитися на круглому варіанті емблеми. І ближче до осені 2002 року новий логотип був затверджений.
Через шість років, восени 2008 року, БАТЕ став п'ятиразовим чемпіоном Білорусі. Ця обставина дозволила клубу додати до емблеми відзнаку у вигляді п'ятикутної зірки. У 2009 році ця «зірка» була інтегрована в логотип, а заодно трохи змінилася колірна гамма нового логотипу — кольори стали більш яскравими.
Восени 2013 року БАТЕ першим з білоруських клубів став десятиразовим чемпіоном Білорусі. Як наслідок, на емблемі була додана друга п'ятикутна зірка. З сезону 2017 року на емблемі клубу розміщений білоруський орнамент.